# Погодин, Сергей Александрович
Сергей Александрович Погодин (1894—1984) — советский химик, доктор химических наук, профессор, заслуженный деятель науки и техники РСФСР, лауреат Курнаковской премии (1948).

## Биография
Родился в 1894 г. в Ковно.
Окончил металлургический факультет Петроградского политехнического института (годы учёбы 1912—1921 с перерывами). В 1922—1930 гг. там же — ассистент кафедры общей химии.
В 1930—1934 гг. — доцент Ленинградского металлургического института. В 1934—1953 гг. — старший научный сотрудник Института общей и неорганической химии АН СССР, где под руководством своего бывшего вузовского преподавателя Н. С. Курнакова вёл исследования химии металлов и сплавов.
Президиумом АН СССР 15 марта 1935 г. без представления и защиты диссертации присуждена учёная степень доктора химических наук. Постановлением ВАК 17 сентября того же года утверждён в ученом звании профессора по кафедре химии.
С 1953 г. заведующий сектором истории химических наук и химической технологии ИИЕТ АН СССР.
В 1948 г. стал лауреатом премии им. академика Н. С. Курнакова за написанную совместно с В. Я. Аносовым книгу «Основные начала физико-химического анализа» (1947).
Заслуженный деятель науки и техники РСФСР.
Умер в 1984 г. в Москве.

## Сочинения
- Проводниковые и реостатные сплавы [Текст] / Проф. С. А. Погодин, д-р химии. — Л.; М.: Онти. Глав. ред. лит-ры по чёрной металлургии, 1936 (Л. : тип. им. Евг. Соколовой). — Переплет, 291, [3] с. : ил.; 23х15 см.
- Ржавление и предохранение железа [Текст] / С. А. Погодин, Е. И. Дырмонт ; С пред. акад. В. А. Кистяковского. — Л.; М.: Госмашметиздат, 1933 (Л. : тип. «Красный печатник»). — Обл., 159 с.: ил.; 23х15 см.
- О твердых растворах бериллия и магния в меди [Текст]. — [Б. м.]: [б. и.], [1940].
- Антуан Лоран Лавуазье — основатель химии нового времени [Текст] / С. А. Погодин. — [Б. м.]: [б. и.], [1943].
- Как добыли советский радий [Текст] / Под ред. чл.-кор. АН СССР В. М. Вдовенко. — 2-е изд., испр. и доп. — М.: Атомиздат, 1977. — 248 с. : ил.; 20 см.